# Línea 26 A (San Juan)
La línea 26 A es una línea de colectivos urbanos del aglomerado del Gran San Juan en la provincia de San Juan, Argentina, que recorre parte de dicha aglomeración, por los departamentos de Rawson y Capital, comunicándolos con la ciudad de San Juan. También está el ramal "B", cuyo recorrido y empresa propietaria es distinta.
Sus unidades están administradas actualmente por la empresa privada, El Triunfo S.A. Mientras que hasta el 4 de septiembre de 2004, estuvo administrada por la empresa 20 de junio S.A, que debido al incumplimiento de los plazos establecidos, para la incorporación de nuevas unidades ofertadas, el gobierno provincial le caduco el servicio

## Recorrido
Diagonal Don Bosco - Brasil - Estados Unidos (Estación Terminal de Ómnibus) - Santa Fe - Av.Rioja - Avenida Libertador General San Martín (San Juan/Centro) - General Acha - San Luis - Mendoza - Santa Fe - Avenida España - Arenales - Urquiza - República del Líbano - Vidart - Liniers - Bahia Blanca - Aguilar - Capdevila - Guayaquil - Vidart - Doctor Ortega - Magallanes - Sarmiento - Neuquén - Quiroz - Condarco - Aguilar - Neuquén - Sarmiento - Magallanes - Dr.Ortega - Vidart - Guatyaquil - Capdevila - Aguilar -Bahia Blanca - Liniers - Vidart - República del Líbano - Urquiza - Arenales - Avenida España - Salta - Avenida Libertador General San Martín (San Juan/Centro) - Avenida Rawson - Diagonal Don Bosco